# 경산군·청도군 (1963년 선거구)
경산군·청도군은 대한민국의 옛 국회의원 선거구이다. 당시 경상북도 경산군, 청도군 지역을 관할했다.

## 역사
제6대 국회의원 선거를 앞두고 경산군 선거구와 청도군 선거구가 통합되면서 신설되었다.
제8대 국회의원 선거를 앞두고 경산군 선거구와 청도군 선거구로 각각 분리되면서 폐지되었다.

## 역대 국회의원
| 선거   | 정당 | 정당       | 의원   |
| ------ | ---- | ---------- | ------ |
| 1963년 |      | 민주공화당 | 김준태 |
| 1967년 |      | 민주공화당 | 박주현 |

## 역대 선거 결과

### 대한민국 제6대 국회의원 선거
|  | 46.47% |

|  | 29.75% |

|  | 12.16% |

|  | 8.29% |

|  | 1.83% |

|  | 1.48% |

### 대한민국 제7대 국회의원 선거
|  | 62.63% |

|  | 28.36% |

|  | 6.60% |

|  | 1.34% |

|  | 1.05% |

|  | 0% |